# Велафи, Тандо
Тандо Южи Велафи (англ. Tando Yuji Velaphi; 17 апреля 1987, Перт, Австралия) — австралийский футболист, вратарь клуба «Коши Юнайтед». Участник Олимпийских игр 2008 в Пекине.
Семья Велафи иммигрировали в Австралию, где и родился Тандо. Его отец из Зимбабве, а мать японка.

## Клубная карьера
Велафи — воспитанник клуба «Перт» из своего родного города и Австралийского института спорта. В 2006 году он съездил в аренду в «Ньюкасл Юнайтед Джетс», а через год в «Брисбен Роар». 17 января 2007 года в матче против «Мельбурн Виктори» он дебютировал в А-Лиге. Летом того же года Тандо перешёл в Перт Глори, где на протяжении четырёх сезонов был основным вратарём команды.
В 2011 году Велафи подписал соглашение с «Мельбурн Виктори», подписав контракт на два года. 5 апреля в матче Лиги чемпионов АФК против китайского «Тяньцзинь Тэда» он дебютировал за новый клуб. Тандо проиграл конкуренцию за место в основе Натану Коу, из-за полученной травмы и за два сезона сыграл всего в 3 матчах.
В 2013 году в поисках игровой практики Велафи перешёл в «Мельбурн Сити». 28 марта 2014 года в поединке против «Брисбен Роар» он дебютировал за Сити.

## Международная карьера
В 2008 году в составе молодёжной сборной Австралии Тандо принял участие в Олимпийских играх в Пекине. На турнире он был запасным и не выходил на поле.